# Патриотический план (Колумбия)
Патриотический план (англ. Patriot Plan, исп. Plan Patriota) — военный план правительства Колумбии, созданный при поддержке Соединённых Штатов Америки. Был создан в рамках борьбы с местными повстанческими группировками, особенно Революционных вооружённых сил Колумбии — Армии народа (ФАРК-ЭП) и Национальной освободительной армии (ЕЛН). Документ являлся частью доктрины демократической безопасности президента Альваро Урибе. Основной являлось обеспечение военного присутствия в самых отдалённых районах Колумбии, в которых находились анклавы вооружённых противников правительства, а также внедрение социальных программ Ряд аналитиков считают этот план второй фазой Плана «Колумбия».
Первая военная операция, основанная на Патриотическом плане, стартовала в 2004 году и была усилена операцией «ДжиЭм».

## Критика

### Нарушение прав человека
В апреле 2008 года сотрудники НКО Сообщество адвокатов «Хосе Альвеар Рестрепо» (англ. José Alvear Restrepo Lawyer’s Collective) сообщили, что в ходе судебных слушаний и юридических процессов была обнаружена информация о связях национальной армии Колумбии и военизированных формирований в канун операции «Свобода». Она являлась прелюдией к Патриотическому плану, проводившейся в городе Виота, департамент Кундинамарка. Правозащитники сообщали о многочисленных случаях насильственных исчезновений и перемещений, внесудебных казней и пыток в этой местности.